# Anoplotettix ibericus
Anoplotettix ibericus är en insektsart som beskrevs av Adolf Remane 1966. Anoplotettix ibericus ingår i släktet Anoplotettix och familjen dvärgstritar. Inga underarter finns listade i Catalogue of Life.